# Staatspreis für literarische Übersetzung
Der Staatspreis für literarische Übersetzung, auch Translatio genannt, ist einer der Staatspreise der Republik Österreich.

## Beschreibung
Er wird seit 1985 jeweils zweifach ausgeschrieben und dabei
1. für die Übersetzung eines Werkes der zeitgenössischen österreichischen Literatur (vor allem Werke lebender Autoren, aber auch Werke der Zwischen- und Nachkriegszeit) in eine Fremdsprache sowie
2. für die Übersetzung eines fremdsprachigen Werkes der zeitgenössischen Literatur ins Deutsche verliehen.

Die Übersetzungen sollten während der letzten fünf Jahre in Buchform erschienen sein. Der Preis für die Übersetzung österreichischer Literatur in eine Fremdsprache wird unabhängig von Wohnsitz und Staatsbürgerschaft der Übersetzer verliehen, jener für die Übersetzung ins Deutsche erfordert entweder die österreichische Staatsbürgerschaft oder einen ständigen Wohnsitz in Österreich. Beide Preise sind mit jeweils € 10.000 (früher 100.000 Schilling, dann für längere Zeit € 7.300, dann € 8.000) dotiert und werden vom Übersetzungsbeirat in der Literaturabteilung des österreichischen Bundeskanzleramts, früher auch im Bundesministerium für Unterricht, Kunst und Kultur (BMUKK), in nichtöffentlicher Sitzung vergeben.
Gegenstand der Auszeichnung kann sowohl die Übersetzung eines umfangreichen Einzelwerks als auch eines übersetzerischen Gesamtwerks sein. Die Zugehörigkeit zu literarischen Gattungen ist dabei unter bestimmten Bedingungen ohne Belang: so können Prosatexte, Lyrik, Drama oder Essays herangezogen werden, jedoch unter Ausklammerung von wissenschaftlicher Literatur, von Sachbüchern und von Trivialliteratur.
Eine Einreichung für den Preis ist durch die Übersetzenden selbst sowie durch Verlage, Interessenvertretungen und universitäre Einrichtungen möglich. Weiters hat auch der Beirat selbst die Möglichkeit, Kandidaten für diesen Preis zu nominieren. Vorsitzender des Beirats ist ein Beamter des Bundesministeriums (Kanzleramts). Er beruft die Jury ein und leitet die Sitzung, ist aber selbst nicht stimmberechtigt. Die Jury entscheidet mit Stimmenmehrheit.
Die Verleihung der beiden Preise erfolgt jeweils im Folgejahr im Rahmen eines Festakts, der von 1998 bis 2017 in Klagenfurt abgehalten wurde, meist im Rahmen des Ingeborg-Bachmann-Wettbewerbs. Seit 2018 findet der Festakt zur Preisverleihung im Literaturhaus Wien statt.

## Preisträger

### Übersetzung ins Deutsche
- 1985:	Edda Werfel
- 1986:	Piero Rismondo
- 1987:	Wilhelm Muster
- 1988:	Alisa Stadler
- 1989:	Elisabeth Markstein
- 1990:	Lilian Faschinger / Thomas Priebsch
- 1991:	Klaus Detlef Olof
- 1992:	Utta Roy-Seifert
- 1993:	Werner Richter
- 1994:	Johanna Borek
- 1995:	Karin Fleischanderl
- 1996:	Maria Fehringer
- 1997:	Stefanie Schaffer-de Vries
- 1998:	Senta Kapoun
- 1999:	Erwin Köstler
- 2000:	Christa Rothmeier
- 2001:	Dieter Hornig
- 2002:	Peter Waterhouse
- 2003:	Martin Pollack
- 2004:	Wolf Harranth
- 2005:	Elisabeth Edl
- 2006:	Fabjan Hafner
- 2007: Karin Rausch
- 2008: Doreen Daume
- 2009: Heinrich Eisterer[2]
- 2010: Johann Strutz[3]
- 2011: Leopold Federmair[4]
- 2012: György Buda[5]
- 2013: Uta Szyszkowitz
- 2014: Erich Hackl[6]
- 2015: Michaela Prinzinger
- 2016: Alexander Sitzmann[1]
- 2017: Brigitte Große
- 2018: Cornelius Hell[7]
- 2019: Alexander Nitzberg[8]
- 2020: Erna Pfeiffer[9]
- 2021: Bernhard Strobel[10]
- 2022: Theresia Prammer[11]
- 2023: Ondřej Cikán[12]
- 2024: Jacqueline Csuss[13]

### Übersetzung in eine Fremdsprache
- 1985:	Solomon Apt (Russland)
- 1986:	Albert Kohn (Frankreich)
- 1987:	Michael Hamburger (Deutschland)
- 1988:	Bohumila Grögerová / Josef Hirsal (beide Tschechien)
- 1989:	Truda Stamać (Jugoslawien) / Claudio Groff (Italien)
- 1990:	Osamu Ikeuchi (Japan)
- 1991:	Heinz Schwarzinger (Österreich/französisch)
- 1992:	Ludvik Kundera (Tschechien)
- 1993:	Josef Balvin (Tschechien) / Bernard Kreiss (Deutschland)
- 1994:	Nina Fjodorowa (Russland)
- 1995:	Fedja Filkowa (Bulgarien)
- 1996:	Miguel Sáenz (Spanien)
- 1997:	Alma Münzova (Slowakei)
- 1998:	Jiri Stromsik (Tschechien)
- 1999:	Juan José del Solar Bardelli (Peru)
- 2000:	Sverre Dahl (Norwegen)
- 2001:	Sead Muhamedagic (Kroatien)
- 2002:	Vladko Murdarov (Bulgarien)
- 2003:	Anthea Bell (Großbritannien)
- 2004:	Jacek St. Buras (Polen)
- 2005:	Mati Sirkel (Estland)
- 2006:	Slawa Liesicka (Polen)
- 2007: Branimir Živojinović (Jugoslawien/Serbien)
- 2008: Jurko Prochasko (Ukraine)
- 2009: Nelleke van Maaren (Niederlande)[2]
- 2010: Adan Kovacsics (Chile)[3]
- 2011: Ljubomir Iliev (Bulgarien)[4]
- 2012: José António Palma Caetano (Portugal)[5]
- 2013: Ahmet Cemal (Türkei)
- 2014: Alena Bláhová (Tschechische Republik)
- 2015: Marcelo Backes (Brasilien)
- 2016: Ulla Ekblad-Forsgren (Schweden)[1]
- 2017: Andy Jelčić (Kroatien)[14]
- 2018: Maja Badridse (Georgien)[7]
- 2019: Štefan Vevar (Slowenien)[8]
- 2020: Iva Ivanova (Bulgarien)[9]
- 2021: Lajos Adamik (Ungarn)[10]
- 2022: Regaip Minareci (Türkei)[11]
- 2023: Kris Lauwerys und Isabelle Schoepen (Belgien)[12]
- 2024: Ryszard Wojnakowski (Polen)[13]